# Cyril Dessel
Cyril Dessel (Rive-de-Gier, 29 november 1974) is een Frans voormalig wielrenner, beroeps van 1999 tot 2011.

## Biografie
Dessel werd bekend in de Ronde van Frankrijk 2006 toen hij in de tiende etappe in de lange ontsnapping meezat. Juan Miguel Mercado versloeg hem in een sprint met twee, maar Dessel pakte het geel. Dit droeg hij slechts een etappe, maar ook zonder gele trui bleef de Fransman goed rijden. Uiteindelijk zou hij in het eindklassement als zevende eindigen, één positie voor zijn land- en ploeggenoot Christophe Moreau. Toen later de aanvankelijke winnaar van die Tour, Floyd Landis, werd betrapt op het gebruik van doping, schoof Dessel nog een plek omhoog, naar de zesde plaats.
Het was Dessels beste seizoen. Eerder had hij namelijk al een etappe en de eindstand van de Ronde van de Middellandse Zee gewonnen. In augustus was hij ook de beste in de Ronde van de Ain, waar hij eveneens een rit en het eindklassement naar zijn hand zette.
2007 werd voor Dessel een rampzalig jaar; waar hij een jaar eerder nog de held van Frankrijk was, lukte het hem dat jaar niet om een goed resultaat neer te zetten, noch bij de Tour, noch bij andere wedstrijden. Geveld door toxoplasmose reed hij de Tour dat jaar niet eens uit; na een 2 weken durende martelgang ging hij doodop naar huis.
Het voorseizoen van 2008 bood Dessel in het begin nog niet echt uitkomst, tot hij in de Vierdaagse van Duinkerke een etappe won en een vrij redelijk klassement reed. Naar eigen zeggen betekende deze kleine overwinning "de uitgang van de tunnel" voor hem. Later in het seizoen kwam hij nog een stukje verder, door eveneens een etappe te winnen in de Ronde van Catalonië en de Dauphiné Libéré. Ook reed hij in dit jaar weer de Tour de France uit, waarin hij tevens de zestiende etappe won na een lange groepsontsnapping. Uiteindelijk werd hij 28e in het eindklassement. Dessel vond zelf het winnen van een Touretappe nog belangrijker dan die dag in de gele trui in 2006, zelfs al wist hij best dat een gele trui beter blijft hangen in het geheugen van zijn fans.
AG2R maakte in de aanloop naar de Tour de France 2009 bekend dat Cyril Dessel weer ging meedoen dat jaar. Hierin zou hij de kopman zijn, samen met de Rus Vladimir Jefimkin. Hij kon het kopmanschap echter niet waarmaken, aanvankelijk doordat hij moest knechten voor zijn ploeggenoot Rinaldo Nocentini, die onverwachts het geel wist te veroveren in de zevende etappe. Later kreeg hij bovendien te veel last van zijn ontstoken achillespees, en stapte hij in de 17e etappe van zijn fiets.

## Palmares
2006
4e etappe Ronde van de Middellandse Zee
Eindklassement Ronde van de Middellandse Zee
1e etappe Ronde van de Ain
Eindklassement Ronde van de Ain
2008
5e etappe Vierdaagse van Duinkerke
2e etappe Ronde van Catalonië
4e etappe Dauphiné Libéré
16e etappe Ronde van Frankrijk

## Resultaten in voornaamste wedstrijden
| Jaar | Ronde van Italië | Ronde van Frankrijk | Ronde van Spanje |
| ---- | ---------------- | ------------------- | ---------------- |
| 2000 |                  |                     | 99e              |
| 2002 |                  | 113e                |                  |
| 2003 |                  |                     | opgave           |
| 2004 |                  |                     |                  |
| 2005 |                  |                     |                  |
| 2006 |                  | 6e                  | opgave           |
| 2007 |                  | opgave              |                  |
| 2008 |                  | 28e (1)             |                  |
| 2009 |                  | opgave              |                  |
| 2011 | 99e              |                     | 60e              |

| Jaar | Milaan-San Remo | Luik-Bast.‑Luik | Ronde van Lombardije |  | WK op de weg |  | Wereldranglijsten |
| ---- | --------------- | --------------- | -------------------- |  | ------------ |  | ----------------- |
| 2000 |                 |                 |                      |  |              |  |                   |
| 2002 |                 |                 |                      |  |              |  |                   |
| 2003 |                 |                 |                      |  |              |  |                   |
| 2004 |                 |                 |                      |  |              |  |                   |
| 2005 |                 | 68e             |                      |  |              |  |                   |
| 2006 | 112e            |                 |                      |  | 70e          |  | 55e (UPT)         |
| 2007 |                 |                 |                      |  |              |  | 239e (UPT)        |
| 2008 |                 |                 |                      |  |              |  | 48e (UPT)         |
| 2009 |                 |                 | 112e                 |  |              |  |                   |
| 2011 |                 |                 |                      |  |              |  |                   |